# Rudolf van den Berg
Rudolf van den Berg   (Rotterdam, 6 de gener de 1949 - 10è districte de París, 12 de juliol de 2025) va ser un guionista i director de cinema neerlandès.
Van den Berg va fer pel·lícules i documentals durant més de trenta anys. Sovint elogiada i coronada, de vegades seriosament criticada, l'obra de Van den Berg va aconseguir despertar reaccions apassionades.
El seu vuitè llargmetratge Tirza es va estrenar el setembre de 2010. És una història esguerradora i nerviosa d'un home a la recerca de la seva filla desapareguda. Al desert de Namíbia el pare es veu obligat a enfrontar-se a l'home que va destruir la vida del seu fill preferit. La pel·lícula va ser seleccionada com a entrada neerlandesa a l'Millor pel·lícula en llengua estrangera als Premis Oscar de 2010 però finalment no va ser nominada.
Süskind, que narra una història de guerra escrita per Chris W. Mitchell i el mateix Van den Berg, es va estrenar el 19 de gener de 2012. Igual que Tirza, també és una coproducció entre Cadenza Films i FuWorks.

## Filmografia
- 1976 : Algerian Times (documental; director)
- 1979 : De plaats van de vreemdeling (documental; director)
- 1982 : Sal Santen Rebel (documental; guionista/director)
- 1984 : Bastille (guionista/director)
- 1985 : Stranger at Home (documental; guionista/director)
- 1987 : Zoeken naar Eileen (guionista/director)
- 1989 : Evenings (director)
- 1992 : De Johnsons (director)
- 1996 : The Cold Light of Day (director)
- 1997 : For My Baby (guionista/director)
- 1998 : Oud Geld (TV) (director)
- 1998 : De Keerzijde (TV) (director)
- 2001 : Snapshots (guionista/director)
- 2007 : Staal & Lavendel (documental; guionista/director)
- 2008 : Schatz (documental; guionista/director)
- 2010 : Tirza (guionista/director)
- 2012 : Süskind (guionista/director)
- 2016 : Een echte Vermeer (guionista/director)